# Osiedle Tadeusza Kościuszki (Zielona Góra)
Osiedle Tadeusza Kościuszki (do 1945 Brauerei) – osiedle Zielonej Góry, położone w południowej części miasta.
W środkowej części osiedla znajduje się teren dawnego browaru zielonogórskiego, który powstał w latach 1872-1875 pod nazwą Bergschloss Brauerei. W 1883 został kupiony przez Ludwika Wilhelma Brandta i zmienił nazwę na Bergschloßbrauerei u.Malzfabrik C.L.Wilh.Brandt. Po 1945 został nazwany Browarem Zamkowym, a w 1990 Browarami Zachodnimi Lubusz. W 1999 browar upadł, a na jego terenie swoją działalność prowadzą różne podmioty gospodarcze. Wschodnia i zachodnia część osiedla jest zabudowana domami jednorodzinnymi, w południowej, w rejonie ulicy Geodetów po 2010 powstała zabudowa wielorodzinna. Dawniej przez środek osiedla przebiegała kolej szprotawska.